# Ronde van Spanje 2009/Vierde etappe
De vierde etappe van de Ronde van Spanje 2009 werd in Nederland en België verreden op 1 september 2009. Het was een vlakke rit over 225,5 km van Venlo naar Luik met 3 bergen van de vierde categorie.
Tijdens de etappe werd de Cauberg onder regenachtige omstandigheden tweemaal aangedaan en ook de Mont Theux werd beklommen. Op alle drie kwam Lars Boom als eerste boven. Er waren twee tussensprints die meetelden voor het puntenklassement. Beiden, de eerste na 127,7 km en de tweede na 152,9 km, werden gewonnen door Dominik Roels.
Op twee kilometer voor de finish raakte bijna het gehele peloton betrokken bij een valpartij. Hierdoor konden slechts zes renners, verdeeld over twee ploegen, voor de eindzege sprinten. Vanwege de massale valpartij werden de onderlinge tijdsverschillen in de aankomst geschrapt en kregen alle renners uit het peloton (met uitzondering van achterblijvers) dezelfde tijd maar telden de bonificatieseconden wel mee.

## Uitslagen
| Uitslag etappe | Uitslag etappe   | Uitslag etappe      | Uitslag etappe |
| rang           | renner           | land                | tijd           |
| -------------- | ---------------- | ------------------- | -------------- |
| 1              | André Greipel    | Vlag van Duitsland  | 5u 43' 05"     |
| 2              | Wouter Weylandt  | Vlag van België     | z.t.           |
| 3              | Bert Grabsch     | Vlag van Duitsland  | z.t.           |
| 4              | Marcel Sieberg   | Vlag van Duitsland  | z.t.           |
| 5              | Marco Velo       | Vlag van Italië     | z.t.           |
| 6              | Matteo Tosatto   | Vlag van Italië     | z.t.           |
| 7              | Adam Hansen      | Vlag van Australië  | z.t.           |
| 8              | Jürgen Roelandts | Vlag van België     | z.t.           |
| 9              | Linus Gerdemann  | Vlag van Duitsland  | z.t.           |
| 10             | Thomas Rohregger | Vlag van Oostenrijk | z.t.           |
| 32             | Lieuwe Westra    | Vlag van Nederland  | z.t.           |

| Algemeen klassement | Algemeen klassement | Algemeen klassement       | Algemeen klassement | Algemeen klassement |
| rang                | renner              | land                      | ploeg               | tijd                |
| ------------------- | ------------------- | ------------------------- | ------------------- | ------------------- |
|                     | Fabian Cancellara   | Vlag van Zwitserland      | Team Saxo Bank      | 15u 12' 38"         |
| 2                   | Tom Boonen          | Vlag van België           | Quick Step          | + 09"               |
| 3                   | Bert Grabsch        | Vlag van Duitsland        | Team Columbia-HTC   | + 11"               |
| 4                   | André Greipel       | Vlag van Duitsland        | Team Columbia-HTC   | + 11"               |
| 5                   | Tyler Farrar        | Vlag van Verenigde Staten | Garmin-Slipstream   | + 12"               |
| 6                   | Daniele Bennati     | Vlag van Italië           | Liquigas            | + 16"               |
| 7.                  | Roman Kreuziger     | Vlag van Tsjechië         | Liquigas            | + 17"               |
| 8                   | David García        | Vlag van Spanje           | Xacobeo-Galicia     | + 18"               |
| 9                   | Ivan Basso          | Vlag van Italië           | Liquigas            | + 18"               |
| 10                  | Alejandro Valverde  | Vlag van Spanje           | Caisse d'Epargne    | + 18"               |

## Nevenklassementen
| Puntenklassement | Puntenklassement | Puntenklassement          | Puntenklassement  | Puntenklassement |
| rang             | renner           | land                      | ploeg             | punten           |
| ---------------- | ---------------- | ------------------------- | ----------------- | ---------------- |
|                  | André Greipel    | Vlag van Duitsland        | Team Columbia-HTC | 53               |
| 2                | Tom Boonen       | Vlag van België           | Quick Step        | 38               |
| 3                | Tyler Farrar     | Vlag van Verenigde Staten | Garmin-Slipstream | 33               |

| Bergklassement | Bergklassement       | Bergklassement       | Bergklassement    | Bergklassement |
| rang           | renner               | land                 | ploeg             | punten         |
| -------------- | -------------------- | -------------------- | ----------------- | -------------- |
|                | Lars Boom            | Vlag van Nederland   | Rabobank          | 9              |
| 2              | Javier Ramirez Abeja | Vlag van Spanje      | Andalucía-Cajasur | 5              |
| 3              | Sergej Lagoetin      | Vlag van Oezbekistan | Vacansoleil       | 3              |

| Combinatieklassement | Combinatieklassement | Combinatieklassement | Combinatieklassement | Combinatieklassement |
| rang                 | renner               | land                 | ploeg                | punten               |
| -------------------- | -------------------- | -------------------- | -------------------- | -------------------- |
|                      | Dominik Roels        | Vlag van Duitsland   | Team Milram          | 175                  |
| 2                    | Lars Boom            | Vlag van Nederland   | Rabobank             | 199                  |
| 3                    | Sergej Lagoetin      | Vlag van Oezbekistan | Vacansoleil          | 228                  |

| Ploegenklassement | Ploegenklassement | Ploegenklassement         | Ploegenklassement | Ploegenklassement |
| rang              | ploeg             | land                      | tijd              |                   |
| ----------------- | ----------------- | ------------------------- | ----------------- | ----------------- |
|                   | Liquigas          | Vlag van Italië           | 45u 38' 45"       |                   |
| 2                 | Team Saxo Bank    | Vlag van Denemarken       | op 3"             |                   |
| 3                 | Garmin-Slipstream | Vlag van Verenigde Staten | op 6"             |                   |

## Opgaves
- Charles Wegelius (Silence-Lotto)

1e etappe ·
2e etappe ·
3e etappe ·
4e etappe ·
5e etappe ·
6e etappe ·
7e etappe ·
8e etappe ·
9e etappe ·
10e etappe ·
11e etappe ·
12e etappe ·
13e etappe ·
14e etappe ·
15e etappe ·
16e etappe ·
17e etappe ·
18e etappe ·
19e etappe ·
20e etappe ·
21e etappe
Startlijst · Eindstanden · Afbeeldingen
 winnaars · rode trui · 
 puntenklassement · 
 bergklassement · 
 combinatieklassement · 
 jongerenklassement · 
 ploegenklassement · 
 strijdlust

 Belgische leiderstruidragers · etappewinnaars

 Nederlandse leiderstruidragers · etappewinnaars
1935 · 1936 · 1937 · 1938 · 1939 · 1940 · 1941 · 1942 · 1943 · 1944 · 1945 · 1946 · 1947 · 1948 · 1949 · 1950 · 1951 · 1952 · 1953 · 1954 · 1955 · 1956 · 1957 · 1958 · 1959 · 1960 · 1961 · 1962 · 1963 · 1964 · 1965 · 1966 · 1967 · 1968 · 1969 · 1970 · 1971 · 1972 · 1973 · 1974 · 1975 · 1976 · 1977 · 1978 · 1979 · 1980 · 1981 · 1982 · 1983 · 1984 · 1985 · 1986 · 1987 · 1988 · 1989 · 1990 · 1991 · 1992 · 1993 · 1994 · 1995 · 1996 · 1997 · 1998 · 1999 · 2000 · 2001 · 2002 · 2003 · 2004 · 2005 · 2006 · 2007 · 2008 · 2009 · 2010 · 2011 · 2012 · 2013 · 2014 · 2015 · 2016 · 2017 · 2018 · 2019 · 2020 · 2021 · 2022 · 2023 · 2024 · 2025